# Эмесский шлем

Эмесский шлем (1955).

Эмесский шлем — кавалерийский шлем с лицевой маской, относящийся к I веку, найденный в Телль Абу-Сабун в Хомсе в Сирии. Высота — 24 см, вес — 2,217 кг. Шлем сплавлен из железной затылочной части, лицевой из серебра, представляющей, видимо, портретное изображение владельца. Шлем дополняют позолоченные украшения. Шлем конфискован в августе 1936 года сирийской полицией вскоре после его обнаружения мародёрами в комплексе гробниц современного города Хомса. Реставрацией шлема занимались специалисты Британского музея. Артефакт пополнил коллекцию Национального музея Дамаска. С 2017 года в связи с военными действиями в Сирии наиболее ценные экспонаты перенесены в специальное хранилище.
Красивый и функциональный шлем, очевидно, надевался на парады и в сражения. Он не подходит для кавалерийских сражений из-за тонких пластин, но затылочная часть из железа может уберечь от стрел лучников. Узкие прорези для глаз с тремя небольшими отверстиями под ними расширяют обзор, что увеличивает шансы для защиты. Грубость выделки этих отверстий свидетельствует о поспешном их изготовлении из срочной необходимости.
Шлем найден рядом с памятником правителя из династии Сампсикерамидов и, судя по ушедшим на его изготовление дорогим материалам, принадлежал представителю знати. Поскольку он сделан по образцу шлемов, используемых в римских турнирах, он мог быть подарком римского чиновника сирийскому генералу или, что более вероятно, изготовлен в Сирии в римском стиле. Орнамент из завитков аканта со стороны шеи говорит, что шлем, возможно, был сделан в мастерских Антиохии.